# Invincible (1744)
Pour les autres navires du même nom, voir Invincible (navire) et HMS Invincible.
L'Invincible est un vaisseau de ligne de 74 canons de la Marine royale française, construit en 1744. Il est capturé à la fin de la guerre de Succession d'Autriche en 1747 et intégré dans la Royal Navy comme vaisseau de troisième rang. Il est copié par les constructeurs anglais pour donner naissance à une très importante classe de navires de 74 canons au profit de la marine anglaise. Il participe aux débuts de la guerre de Sept Ans et il est perdu par naufrage en 1758.

## Contexte de la construction
Pendant la première moitié du XVIIIe siècle, les ingénieurs britanniques n'avaient réalisé que peu d'avancées significatives dans la conception des vaisseaux, alors que leurs homologues français avaient été particulièrement créatifs pendant cette même période. Au moment de la capture de L'Invincible, la Royal Navy ne disposait par d'un seul vaisseau de 74 canons. Mais ce type de vaisseaux, copié sur le modèle français, allait être amené à se généraliser à tel point qu'en 1805 à la bataille de Trafalgar, trois-quarts des vaisseaux de ligne britanniques étaient dotés de 74 canons et ce type de vaisseau s'était imposé dans la plupart des grandes marines de l'époque.
L'Invincible est l'un des trois premiers modèles de la nouvelle version de vaisseaux de 74 canons, plus longs que leurs prédécesseurs. Jusqu'en 1738, les ponts des vaisseaux français de 74 mesuraient environ 154 pieds (français), emportant treize paires de canons de 36 livres sur le pont-batterie inférieur, quatorze paires de canons de 18 livres sur le pont-batterie supérieur et huit paires de canons de 8 livres sur le gaillard arrière, enfin quatre petits canons de 4 livres sur la poupe.  
Ces dimensions et cet armement sont modifiés par François Coulomb pour le Terrible, lancé en 1739 à Toulon. La taille du pont est étendue à 164 pieds, et les quatre petits canons sur la poupe sont éliminés, remplacés par de nouvelles bouches de feu permettant d'ajouter une paire de canons de 36 livres sur le pont-batterie inférieur et une paire de canons de 18 livres sur le pont-batterie supérieur. Cette nouvelle disposition s'imposera comme un standard pour tous les futurs vaisseaux de 74 canons. Les deux vaisseaux qui suivent, l'Invincible conçu par Pierre Morineau et le Magnanime conçu par Blaise Geslain, dont la construction démarre début 1741 à Toulon sont encore plus longs que le Terrible.

## Carrière militaire
Lors de la première bataille du cap Finisterre du 14 mai 1747, dans le cadre de la guerre de Succession d'Autriche, l'Invincible commandé par le chevalier de Saint-Georges escortait un convoi de navires marchands lorsque ce dernier est aperçu par la flotte anglaise stationnée dans la Manche, composée de seize vaisseaux de ligne, qui lui donne la chasse immédiatement. L’Invincible, conformément aux ordres reçus, attaque les vaisseaux britanniques afin de permettre aux navires marchands de s'échapper, et seul il doit faire face au feu de six vaisseaux ennemis. Après huit heures de combat, complètement démâté et avec une grande partie de son équipage tué ou blessé, le chevalier Saint-Georges est contraint d'abaisser son pavillon, une fois ses munitions épuisées. Élégant dans la défaite, le capitaine français, Saint-Georges, remet son épée à l'amiral Anson. Ce dernier, impressionné par la résistance acharnée des Français lui offrira une montre en or.
Les officiers anglais examinent aussi avec beaucoup de curiosité le vaisseau et découvrent avec étonnement son avance technique : « Je puis seulement vous dire que l’Invincible surpasse à la voile toute la flotte anglaise. Je ne puis m'empêcher de penser que c'est une honte pour les Anglais qui font toujours grand cas de leur marine » déclare Keppel après inspection du bâtiment. L’Invincible va être intégré à la Royal Navy sous le nom de HMS Invincible et va servir de base  à une nouvelle série de vaisseaux de ligne, la Valliant Class, qui formera l'ossature de la marine anglaise jusqu'en 1815.
Le HMS Invincible coule en février 1758 après avoir heurté un banc de sable à East Solent. Le site du naufrage est protégé au titre du Protection of Wrecks Act du 30 septembre 1980. En 1996, l’Amer Ved s'échoue également sur le site, sans qu'il ne soit possible d'établir si cela a endommagé l'épave.

## Galerie

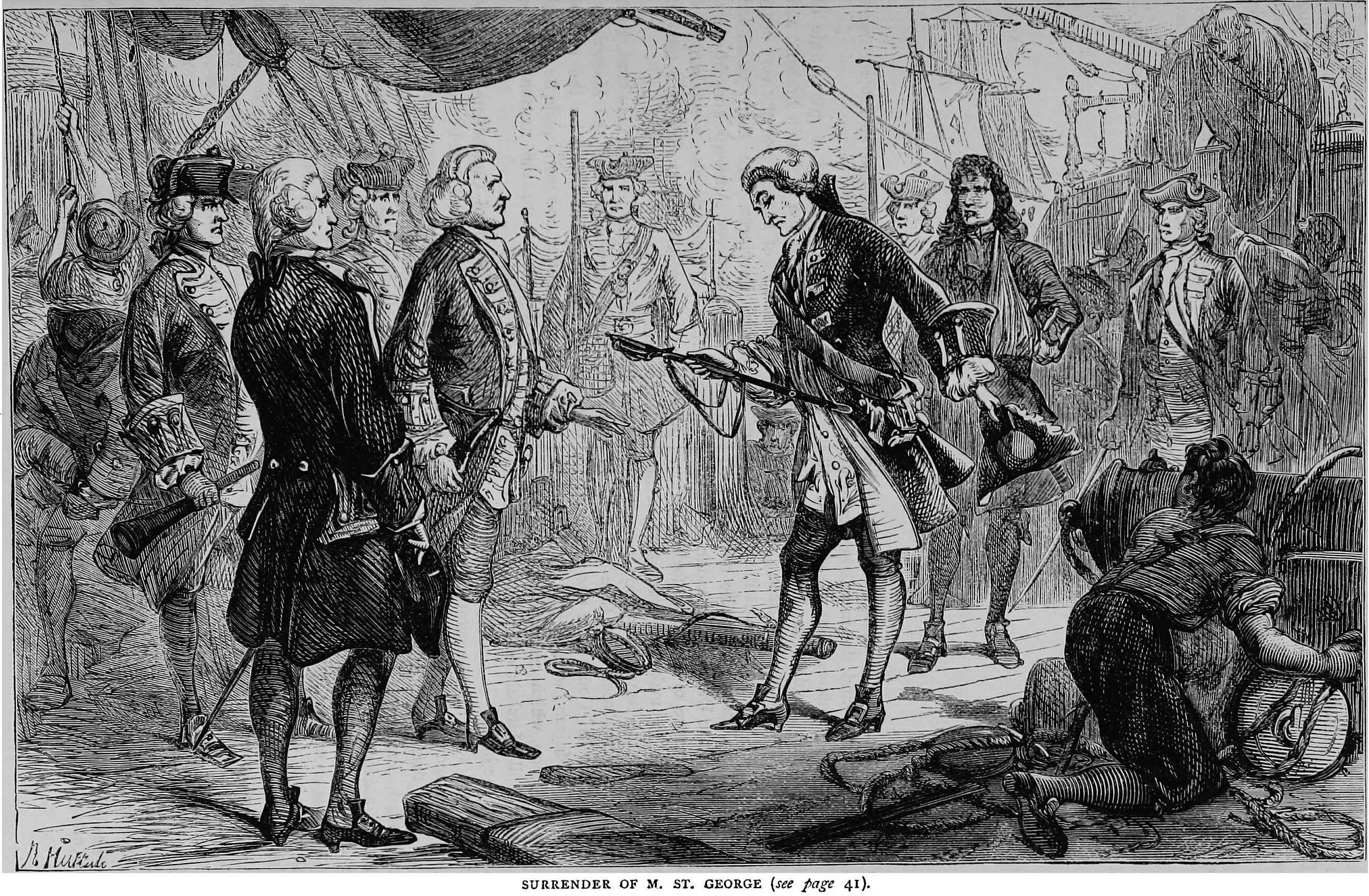
Le Chevalier de Saint-George présentant son épée à l'amiral Anson à l'issue de la première bataille du cap Finisterre.
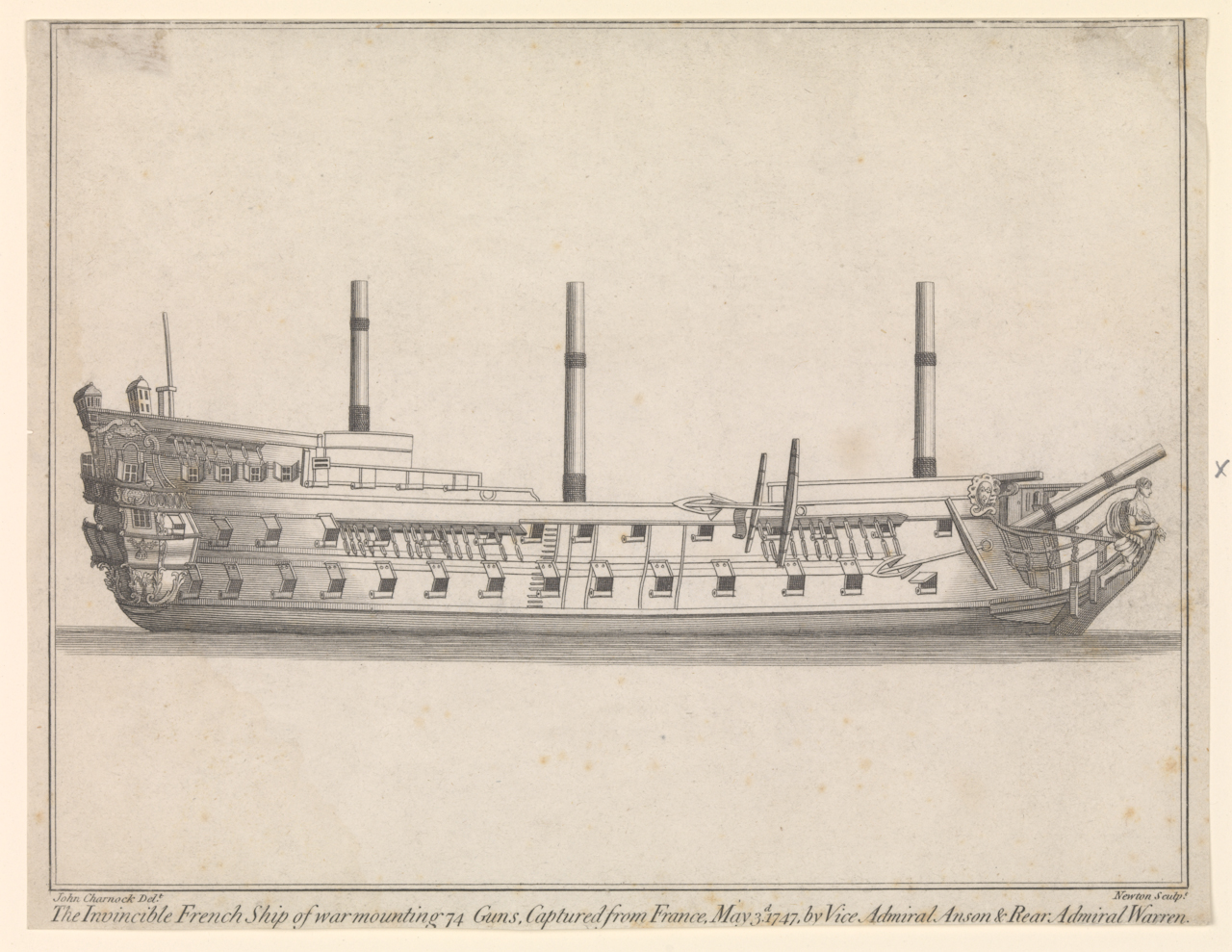
L’Invincible dans un port anglais. Le vaisseau n'a été saisi qu'après huit heures de combat et l'épuisement de ses munitions.
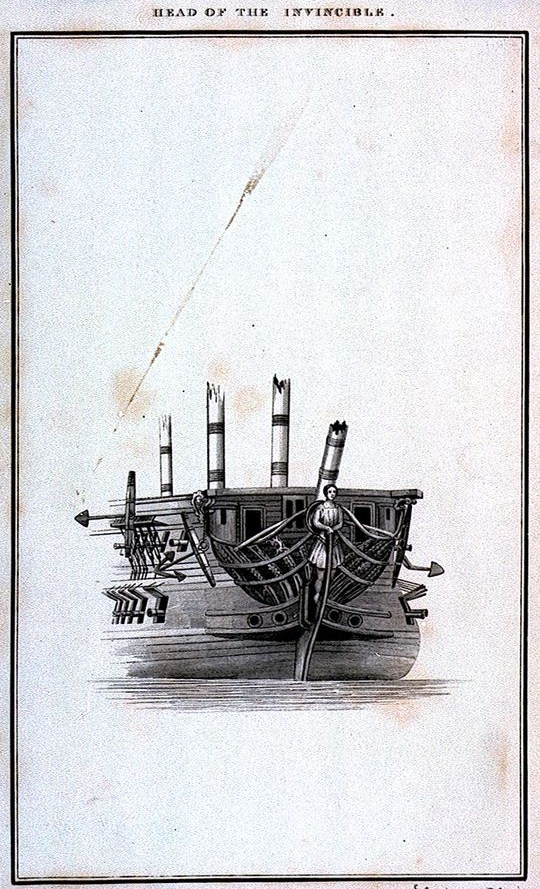
La proue de l’Invincible. Le navire de 74 canons est examiné avec soin par les officiers et les constructeurs anglais.
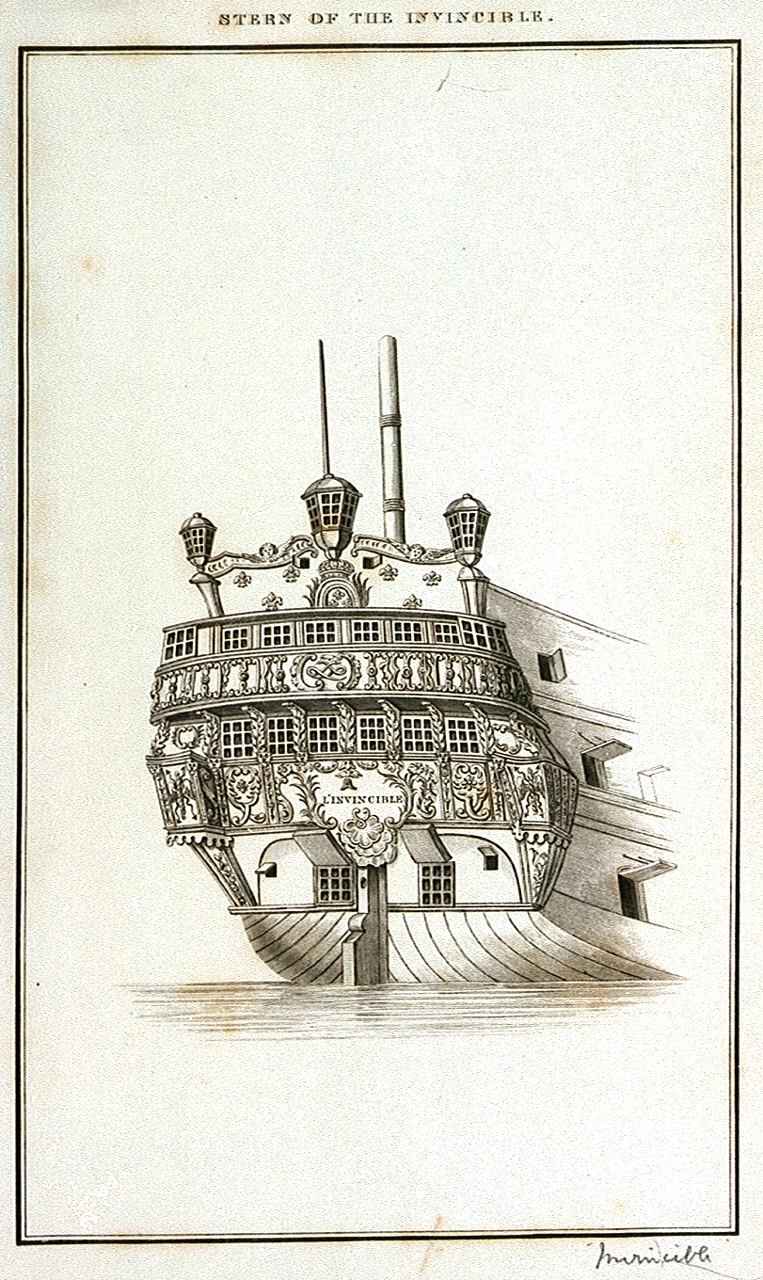
Le château arrière de l’Invincible. Après étude, le bâtiment est copié pour lancer la Valliant Class qui va servir jusqu'en 1815.

### Sources et bibliographie
En français
- Martine Acerra et André Zysberg, L'essor des marines de guerre européennes : vers 1680-1790, Paris, SEDES, coll. « Regards sur l'histoire » (no 119), 1997, 298 p. [détail de l’édition] (ISBN 2-7181-9515-0, BNF 36697883)
- Jean Meyer et Martine Acerra, Histoire de la marine française : des origines à nos jours, Rennes, Ouest-France, 1994, 427 p. [détail de l’édition] (ISBN 2-7373-1129-2, BNF 35734655)
- Olivier Chaline, La mer et la France : Quand les Bourbons voulaient dominer les océans, Paris, Flammarion, coll. « Au fil de l’histoire », 2016, 560 p. (ISBN 978-2-08-133327-7)
- Michel Vergé-Franceschi (dir.), Dictionnaire d'Histoire maritime, Paris, éditions Robert Laffont, coll. « Bouquins », 2002, 1508 p. (ISBN 2-221-08751-8 et 2-221-09744-0)
- Georges Lacour-Gayet, La Marine militaire de la France sous le règne de Louis XV, Honoré Champion éditeur, 1902 (lire en ligne)

En anglais
- (en) Brian Lavery, The Ship of the Line, vol. 1 : The development of the battlefleet 1650-1850, Conway Maritime Press, 2003 (ISBN 0-85177-252-8)
- (en) John M. Bingeman, The First HMS Invincible (1747-58) : Her Excavations (1980-1991), Oxbow Books, 2010, 198 p. (ISBN 978-1-84217-393-0)